# The Big Bluff

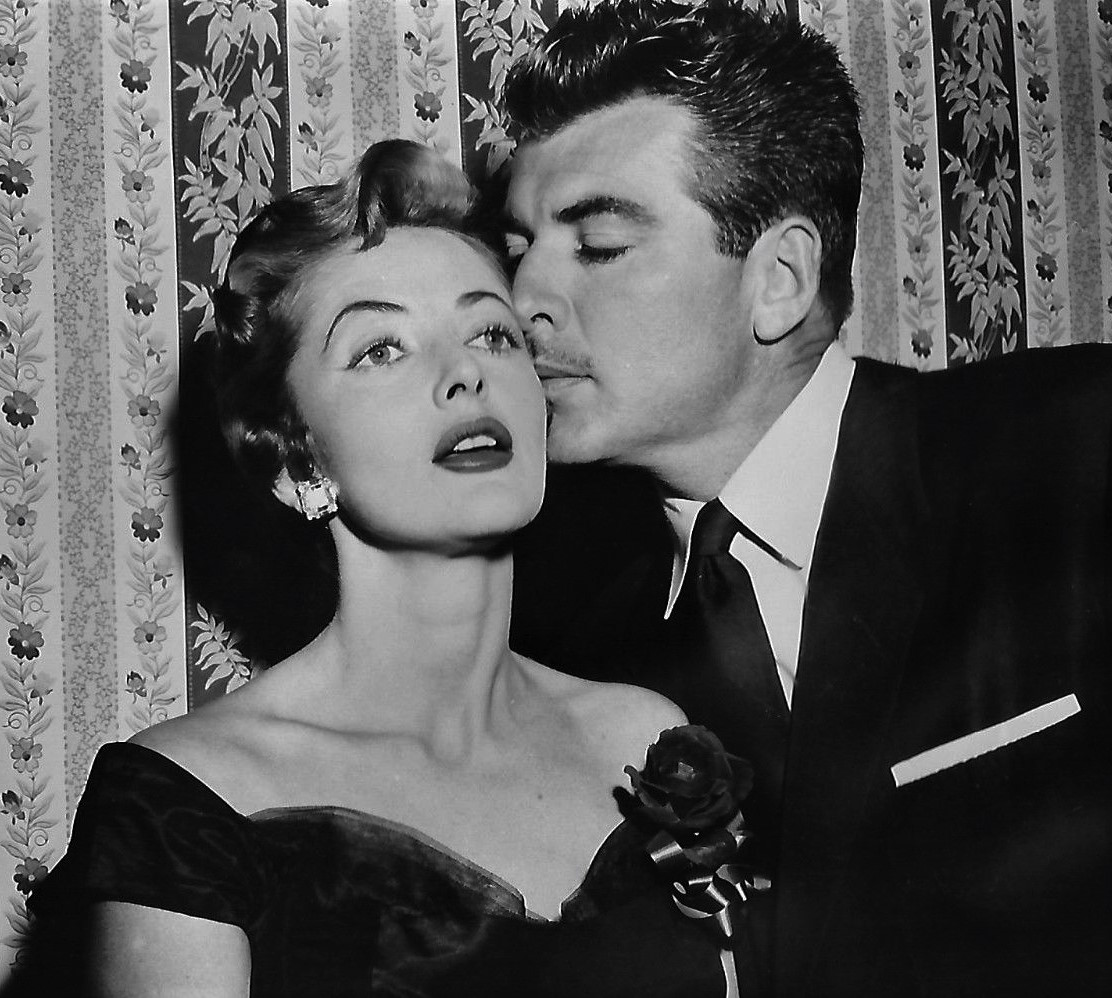
Martha Vickers et John Bromfield, photo promotionnelle pour The Big Bluff.

The Big Bluff est un film américain réalisé par W. Lee Wilder et sorti en 1955.

## Synopsis
Une jeune veuve ayant des problèmes de santé, se marie avec un playboy qui prévoit de la tuer,.

## Fiche technique
- Réalisation : W. Lee Wilder
- Scénario : Fred Freiberger d'après une histoire de Mindret Lord
- Producteur : W. Lee Wilde
- Photographie : Gordon Avil
- Montage : Terry O. Morse
- Musique : Manuel Compinsky
- Production : Planet Filmplays
- Distributeur : United Artists
- Durée : 71 minutes
- Date de sortie :
  - États-Unis : 5 juin 1955

## Distribution
- John Bromfield : Ricardo 'Rick' De Villa
- Martha Vickers : Valerie Bancroft
- Robert Hutton : Dr. Peter Kirk
- Rosemarie Stack : Fritzi Darvel
- Eve Miller : Marsha Jordan
- Max Palmer : Détective Sgt. John Fullmer
- Eddie Bee : Don Darvel
- Robert Bice : Dr. Tom Harrison
- Pierre Watkin : Jim Winthrop
- Beal Wong : Art Dealer
- Rusty Wescoatt : Husky Détective at Finale
- Mitchell Kowal : Coroner
- Jack Daly : le maître de céremonie